# Джекшенкулов, Аликбек Джекшенкулович
Аликбек Джекшенкулович Джекшенкулов (род. 25 мая 1957, Чолпон, Кочкорский район, Нарынская область, Киргизская ССР) — киргизский политик, министр иностранных дел Кыргызстана в 2005—2007 годах, впоследствии оппозиционный политик.

## Биография
Родился в селе Чолпон Кочкорского района Нарынской области Киргизской ССР. В 1980 году окончил Украинскую сельскохозяйственную академию по специальности «инженер лесного хозяйства». Доктор политических наук (1999, Дипломатическая академия МИД РФ).

### Карьера
1980—1982Начальник участка КГПП «Ала-Арча» Госкомитета лесного хозяйства
1982—1986Секретарь, первый секретарь Аламединского райкома комсомола
1986—1988Секретарь ЦК ЛКСМ Киргизии
1988—1990Первый секретарь Ошского обкома комсомола
1990—1992Заместитель, первый заместитель председателя Госкомитета Кыргызской Республики по делам молодёжи
1992Референт Аппарата Президента Кыргызской Республики
1992—1994Председатель Постоянной комиссии Жогорку Кенеша Кыргызской Республики по международным и межпарламентским связям
1994—2000Заместитель, первый заместитель министра иностранных дел Кыргызской Республики
С 2000 года — чрезвычайный и полномочный посол Кыргызской Республики в Австрийской Республике, постоянный и полномочный представитель Кыргызской Республики при международной организации в Вене. Позже стал также постоянным представитель Кыргызстана при ОБСЕ (до 14 января 2004 года).
С 14 января 2004 года — заведующий отделом внешней политики Администрации президента Кыргызской Республики. Одновременно с 6 февраля 2004 года стал заместителем руководителя Администрации Президента.
С 30 сентября 2005 по 8 февраля 2007 года — министр иностранных дел КР.
С мая 2007 года — директор Международного агентства по развитию и политике (МАРП) (Бишкек), учредителями которого являются представители России, Германии, Казахстана и Киргизии.
С 24 декабря 2008 года — член политбюро Объединённого народного движения КР.
9 марта 2009 года задержан МВД в Бишкеке. Как установила экспертиза, из его наградного пистолета Макарова 9 декабря 2007 года в Таласе был убит турецкий бизнесмен Сервет Четин. Неизвестный выстрелил в него два раза из огнестрельного оружия. На месте происшествия были обнаружены две гильзы и одна пуля калибра 9 миллиметров.
16 марта 2010 года решением Первомайского районного суда города Бишкека приговорён к 5 годам условно. Суд признал Джекшенкулова непричастным к убийству турецкого бизнесмена, так как не нашёл мотивов преступления и усомнился в качестве проведённого следствия.
В августе 2013 года Джекшенкулов вернулся в политику, став одним из организаторов курултая оппозиции, который прошёл 24 августа в Нарынской области.
С 2019 по осень 2020 года работал послом Киргизии в России. В 2020 году стал послом Кыргызстана в Греции и Черногории по совместительству.
Лидер оппозиционного движения «За справедливость».

## Семья
Сын — Бекназар. С 2000 года учится в КНР, окончил факультет Международного права в Сиаменском университете, успешно защитил диплом в Дипломатической академии при МИД КНР, с 2009 года — докторант Пекинского университета иностранных языков.
Дочь — Дариет. С 2015 года учится в КНР.
Дочь — Акниет (2007 г.р.)
Дочь — Лейсан (2014 г.р.)
Сын — Бекисан (2020 г.р.)